# 中司雅美
中司 雅美（なかつかさ まさみ、1968年4月21日生まれ）は、日本の女性シンガーソングライター。大阪府豊中市出身。

## 略歴
幼少時からピアノを弾いていて、中学時から作詞・作曲も始めるようになる。1989年1月21日に、オムニバスアルバム『FAIRLAND '89』に「静かなひととき」で参加してCDデビュー。1999年4月2日に、1stシングル「Feeling Heart」をフィックスレコードよりリリースしてメジャーデビューを果たす。同曲はTVアニメ『ToHeart』オープニングテーマとなった。フィックスレコードからは、同年8月27日には2ndシングル「Forever」を、2000年2月4日には1stフルアルバム『雨』をリリースした。
2年後の2002年2月21日、シングル「DANCE!おジャ魔女」のカップリングに「わたしのつばさ」が収録。この曲はテレビ朝日系『おジャ魔女どれみドッカ～ン!』エンディングテーマとなった。同年6月21日リリースの『おジャ魔女どれみドッカ〜ン! ソングライブラリ2』にも、「わたしのつばさ」を含む3曲が収録された。2005年10月21日リリースの「ふたりはプリキュア Max Heart」VOCALアルバム『EXTREME VOCAL LUMINARIO!! ～同じ夢見て～』にも参加している。
それ以後は自主制作CDの発表とライブを中心に活動している。
ラジオパーソナリティを務めていたこともある。

## ディスコグラフィー

### シングル
- Feeling Heart（1999年4月2日)
  1. Feeling Heart TV/PSGAME『ToHeart』オープニングテーマ　
  2. それぞれの未来へ PSGAME『ToHeart』エンディングテーマ
- Forever（1999年8月27日）『号外!!爆笑大問題』エンディングテーマ　
  1. FOREVER
  2. 二番目の本心
- わたしのつばさ（2002年2月-2003年1月テレビ朝日系『おジャ魔女どれみドッカ～ン!』エンディングテーマ
- Believe（2004年8月23日）自主制作シングル　
  1. Believe
  2. おはよう
  3. Blank
  4. Believe（カラオケ・初回プレスのみ）
- この奇跡に"ありがとう"（2006年11月5日）自主制作シングル　
  1. この奇跡に"ありがとう"
  2. 咲かせましょう！
  3. お父さんとお母さんへ
- 月光（2011年12月14日）自主制作シングル　
  1. 月光
  2. To V People
  3. 風になりたい

### アルバム
- 海辺の街の話をしましょう（1996年9月21日）ミニアルバム
  1. 海辺の街の話をしましょう
  2. Moon light
  3. 過去形になること
  4. 偶然の奇蹟
  5. 妹へ
- 雨（2000年2月4日）
  1. あなたを感じたい
  2. 過去形になること
  3. Feeling Heart（アルバム・バージョン）
  4. Faraway Love
  5. Forever
  6. 雨
  7. 二番目の本心
  8. 強いってどんなイメージ?
  9. Love Is Power
  10. ありがとう
  11. それぞれの未来へ（アルバム・バージョン）
- Share（2003年11月16日）自主制作アルバム
  1. essence
  2. 心の樹海
  3. Better Harf
  4. Dear Friends
  5. サランラップ
  6. Ｔシャツ
  7. 星は厚い雲の上
  8. Mars&Moon
  9. Share
  10. 何故…
  11. 広い空に
- Driving Myself（2007年）自主制作アルバム
  1. Driving Myself
  2. 愛してたのは嘘じゃない
  3. uneasy
  4. Smile Again
  5. また、やっちゃった
  6. MAZE
  7. エピローグ
  8. 会いたくなって
  9. 明日のために
  10. Believe〜Album Version〜
  11. 笑おう！

### その他
- オムニバス「FAIRLAND '89」（1989年1月21日）
- オムニバス「SNOW BIRD HOTEL」（1990年11月21日）
- オムニバス「Acoustic Rhapsody」（1996年）「AIKAGI」「幸福の約束」収録
- シルエットミラージュ（1997年9月18日）エンディングテーマ曲「泣けるうちは元気」-セガサターン対応ソフト-
- 「わたしのつばさ」(2002年2月21日) ＜アニメ「おジャ魔女どれみドッカ〜ン！」エンディングテーマ曲＞
- おジャ魔女どれみドッカ〜ン！CDくらぶ その2「おジャ魔女ドッカーン! ソングライブラリィ」（2002年6月21日） 「わたしのつばさ」「ずっとFriend」「かたむすび」収録
- 「EXTREME VOCAL LUMINARIO!!〜同じ夢見て〜」(2005年10月21日) ＜アニメ「ふたりはプリキュアMaxHeart」Vocalアルバム＞ 「シアワセのかくれんぼ」「～α～」収録
- 「愛しさが溢れてる」(2014年1月11日) ななちゃんLAND CMソング

### 提供作品
- アニメ「おくさまは女子高生」エンディングテーマ「愛の子猫」-歌詞-（2005年7〜9月）
- 医療部外品「Risky」キャンペーンソング「Risky+」「Risky+2」-作曲-（2008年）
- CR「蒼天の拳」主題歌-作曲-（2011年12月7日）
- 柏木由紀ソロシングルCD「Birthday wedding」のカップリング曲「あなたと私」-作曲-（2013年10月16日）

### 参加作品
- ラララ愛の歌 堀江由衣 アルバム「Darling」収録曲 コーラス (2008年1月30日)